# Egzosfera

Atmosfera ziemska

Egzosfera – najbardziej zewnętrzna warstwa atmosfery planety lub księżyca. Egzosfera zwana jest inaczej sferą rozpraszania, sferą dyssypacji.

## Charakterystyka
Gazy tworzące egzosferę są rozrzedzone do tego stopnia, że prawdopodobieństwo zderzenia ich cząsteczek, poruszających się z dużymi prędkościami, jest bardzo małe. W egzosferze poruszają się one zatem po trajektoriach balistycznych. Skutkiem tego jest uwalnianie się pojedynczych atomów (szczególnie wodoru i helu) i ich ucieczka w przestrzeń międzyplanetarną, a także brak zjawiska fali dźwiękowej. Egzosfera stanowi płynną strefę przejściową między atmosferą a otwartą przestrzenią kosmiczną, niektórzy naukowcy traktują ją wręcz jako część przestrzeni kosmicznej.
Najprostszą formą atmosfery, którą mogą mieć najmniejsze ciała planetarne zdolne utrzymać otoczki gazowe, jest egzosfera sięgająca do powierzchni. Taką atmosferę ma wiele ciał niebieskich, np. ziemski Księżyc i planeta Merkury. Większe planety Układu Słonecznego i niektóre księżyce mają dostatecznie duże masy, aby utrzymywać „atmosfery kolizyjne”, tzn. poniżej egzosfery występują warstwy atmosfery w których dochodzi do zderzeń cząsteczek.

## Egzosfera ziemska
Dolna granica egzosfery Ziemi, termopauza, która oddziela ją od termosfery, znajduje się na wysokości ok. 500 km. Umowna granica przestrzeni kosmicznej, Linia Kármána, znajduje się 400 km niżej w termosferze. Jej zewnętrzna, górna granica jest słabo określona; obserwacje satelitów wykryły poświatę zjonizowanych atomów wodoru na wysokości 100 000 km (jest to tzw. geokorona), a jedna z definicji plasuje granicę egzosfery w odległości 190 000 km od Ziemi, w połowie dystansu do Księżyca. Ziemska egzosfera zawiera także pasy radiacyjne.
Temperatura w egzosferze nie zmienia się z wysokością, średnio jest równa ok. 1500 K. Temperatura tak rozrzedzonego gazu jest rozumiana w znaczeniu termodynamicznym, jako miara średniej energii kinetycznej cząsteczek. Ze względu na panującą w egzosferze wysoką próżnię, nie zachodzi tu transport energii cieplnej poprzez przewodnictwo, ani tym bardziej przez konwekcję. Cząstki gazów w egzosferze mogą mieć bardzo duże energie (być „gorące”), jednak z powodu znikomej liczby zderzeń nie są w stanie w znaczący sposób przekazywać ciepła. Głównym czynnikiem decydującym o temperaturze ciała w egzosferze (np. satelity) jest to, czy pada na nie promieniowanie słoneczne; oświetlona strona satelity może się nagrzewać, a będąca w cieniu będzie szybko traciła ciepło przez wypromieniowanie.